# Carapintada
Els carapintadas van ser una sèrie de grups de militars que es van aixecar en armes contra els governs constitucionals de Raúl Alfonsín i de Carlos Menem a l'Argentina, rebel·lant-se contra els diversos processos judicials per les actuacions repressives durant la dictadura anomenada Procés de Reorganització Nacional de les dècades de 1970 i principis dels 80. Deuen el seu malnom al fet que solien pintar-se la cara amb camuflatge de guerra.

## Durant el govern d'Alfonsín
El primer aixecament, protagonitzat pel tinent coronel Aldo Rico, es va dur a terme durant la Setmana Santa de 1987, i va tenir com a conseqüència més visible la promulgació de la Ley de Obediencia Debida, que exculpà de responsabilitats a tota una mena de repressors de baixa graduació militar. Nogensmenys, Aldo Rico tornà a aixecar-se l'any següent, i aquell mateix any s'aixecà el també tenint general Mohamed Alí Seineldín, estant el tercer i últim aixecament que va patir el govern d'Alfonsín.
Tot i no rebre suport públic o de qualsevol mena per part de la resta de les forces armades argentines, cap d'aquests aixecaments va ser reprimit militarment, perquè els militars no van obeir les ordres emeses per Alfonsín.

## Durant el govern de Menem
El 1990 Carlos Menem havia signat uns decrets d'indult amb els quals havia perdonat a més de dos-cents rebels carapintadas, però el mateix any es va produir l'últim aixecament. Aquest sí que es va reprimir militarment, a diferència dels anteriors, i, tal com havia passat amb l'aixecament de l'agrupació d'extrema esquerra Todos por la Patria, que havia pres el Regimiento de La Tablada el 1989, les accions van ser sagnants. De tota manera, al cap d'un temps, tots els responsables van ser indultats.